# Ichtratzheim
Ichtratzheim (Ischterze in alsaziano) è un comune francese di 381 abitanti situato nel dipartimento del Basso Reno nella regione del Grand Est.

## Storia

### Simboli
aquile d'argento, rostrate e armate d'oro.»
L'emblema civico riprende il blasone del colonnello di origine italiana Ascagne Albertini che nel 1624 ricevette Ichtratzheim in feudo per i servizi resi a Leopoldo V d'Austria, principe vescovo di Strasburgo.

## Società

### Evoluzione demografica
Abitanti censiti